# Jean Pasqualini
Jean Pasqualini (en chino tradicional, 鮑若望; en chino simplificado, 鲍若望; pinyin, Bào Ruòwàng), nacido en 1926 y fallecido en 1997 e hijo de un corso y de una china, fue un escritor de nacionalidad china y francesa conocido por su obra "Prisionero de Mao", que retrata su estancia en los campos de reeducación conocidos como laogai.

## Biografía
La Campaña de las Cien Flores dirigida en China en 1957 por Mao Zedong para restablecer su autoridad sobre el Partido Comunista de China llevó a una represión general de todos aquellos sospechosos a los ojos del poder.
Entre ellos se contó Jean Pasqualini, quien había trabajado en Pekín como traductor para la embajada estadounidense y británica durante la década de los cuarenta. Fue así como Pasqualini fue condenado a 12 años de reclusión, culpable de haber llevado a cabo actividades contrarrevolucionarias, si bien fue liberado en 1964 en el marco del restablecimiento de relaciones diplomáticas entre Francia y la República Popular China.
Una vez en Francia, y en colaboración con Rudolph Chelminski, publicó su autobiografía “Prisionero de Mao”, donde cuenta su experiencia tras su paso por el sistema laogai. Durante el resto de su vida colaboró con diversas revistas y siguió dando a conocer el sistema de campos de reeducación chinos, hasta el punto de que la película El último emperador de Bertolucci refleja parte de sus vivencias y así lo refleja expresamente en sus créditos, agradeciéndole su colaboración.